# Vladimir Ievtouchenkov
Vladimir Petrovitch Ievtouchenkov (ou Evtouchenkov ; en russe : Владимир Петрович Евтушенков), né le 25 septembre 1948 à Kamenchtchina, est un oligarque milliardaire russe. Il est le propriétaire majoritaire et président de Sistema.

## Jeunesse
Ievtouchenkov est titulaire d'une maîtrise en chimie obtenue en 1973 (université de technologie chimique Dmitri Mendeleïev de Moscou) et en économie (1980), et d'un doctorat en économie (1986),.
Ievtouchenkov travaille comme ingénieur au sein de l’enreprise Karacharovo Plastics Works jusqu'en 1982, et comme ingénieur en chef et premier directeur général adjoint de la Polymerbyt Scientific and Production Association jusqu'en 1987, date à laquelle il est nommé à la tête du département des sciences et techniques du gouvernement de la ville de Moscou,,
Ievtouchenkov démissionne en 1993 pour créer Sistema,.

## Carrière
Depuis 1995, il est le principal actionnaire et président du conseil d'administration de la société d'investissement russe Sistema (avec Evgueni Novitski). Sistema est l'un des premiers actionnaires du pionnier russe des télécommunications mobiles VimpelCom, et il vend sa participation lorsque la société, la première société russe à le faire, entre à la Bourse de New York en novembre 1996,. Ievtouchenkov met sur le devant de la scène Sistema en février 2005, lors d'une introduction en bourse de 1,35 milliard de dollars, la plus importante jamais réalisée par la Russie à l'époque. Aujourd'hui, Sistema est le plus grand actionnaire de MTS, la plus grande entreprise de télécommunications de Russie. Les autres actifs majeurs de Sistema incluent le détaillant d'articles pour enfants Detsky Mir[réf. souhaitée], le groupe Segezha spécialisé dans les pâtes et papiers, la plus grande chaîne de cliniques privées de soins de santé MEDSI en Russie, etc.
En 2009, Sistema achète des sociétés pétrolières et gazières en République du Bachkortostan. C'est le début de la compagnie pétrolière et gazière Bashneft.
Actuellement, Ievtouchenkov détient 64% du conglomérat total.
En 2018, il donne 5% de Sistema à son fils Félix, en préparation de sa succession.

## Fortune
En 2014, selon Forbes, il est le quinzième homme d'affaires le plus riche de Russie avec une fortune d'environ 9 milliards de dollars américains. En 2016, il est classé 722e avec une fortune nette de 2,4 milliards de dollars. En février 2018, ses actifs sont tombés à 2 milliards de dollars américains et son rang chute à 1215. En novembre 2018, Ievtouchenkov est le 62e homme le plus riche de Russie, avec un total de 1,4 milliard de dollars américains et une descente au rang 1541 dans le classement mondial des milliardaires.

## Bashneft et assignation à résidence
En septembre 2014, des enquêteurs russes placent Ievtouchenkov en résidence surveillée, l'accusant de blanchiment d'argent dans le cadre de l'acquisition des parts de Bashneft. 72% des actions de Bashneft sont détenues par Sistema. Sistema déclare qu'elle considère ces accusations sans fondement. En décembre 2014, conformément à la décision du tribunal arbitral (commercial) de Moscou, Bashneft est renationalisée. En février 2015, le tribunal d'arbitrage de Moscou accorde à Sistema 70,7 milliards de roubles (1,1 milliard de dollars) en dommages-intérêts pour la perte de Bashneft. En janvier 2016, toutes les accusations portées contre lui dans le cadre de l'acquisition de Bashneft sont rejetées car il est constaté qu'aucun crime n'a été commis,.

## Vie privée
Il est marié à Natalia Ievtouchenkova (sœur d'Elena Batourina).
Il est père de deux enfants: 
- Felix[23] (genre. 1978) - entrepreneur et investisseur russe, associé directeur principal du AFK Sistema, il détient 15,2 % des parts de la société. Depuis 2019 — président du conseil d'administration de MTS[24].

- Tatiana.